# Damalis beta
Damalis beta là một loài ruồi trong họ Asilidae. Damalis beta được Oldroyd miêu tả năm 1960.